# Ixodes inopinatus
Ixodes inopinatus ist eine im Mittelmeerraum verbreitete Zeckenart aus der Gattung Ixodes innerhalb der Familie der Schildzecken (Ixodidae). Die Erstbeschreibung der Art stammt aus dem Jahr 2014. Bis dahin wurde sie in den Mittelmeerländern als Gemeiner Holzbock (Ixodes ricinus) identifiziert und als Trägerin der Erreger mehrerer Zoonosen erkannt. Ixodes inopinatus wurde seit 2014 wiederholt in Deutschland vorgefunden, wo er – anders als in den Mittelmeerländern – gemeinsam mit dem Gemeinen Holzbock vorkommt.

## Beschreibung
Ixodes inopinatus ist innerhalb der Gattung Ixodes eine eher kleine Zecke. Bei beiden Geschlechtern sind der Vorderkörper (das Gnathosoma), der Schild (das Scutum) und die Beine schwarzbraun und leicht behaart.
Die Körperlänge der Weibchen beträgt in nüchternem Zustand 3,2 bis 4 Millimeter und die Breite 1,8 bis 2 Millimeter. Das Scutum trägt zahlreiche lange Setae, die keine Muster bilden. Das braune Alloscutum ist auf der ganzen Fläche behaart, mit schmalen aber ausgeprägten Randfalten, und schwillt im Verlauf einer Mahlzeit auf ein Vielfaches seines ursprünglichen Umfangs an. Die Beine sind schlank, an jedem Coxenpaar befinden sich sehr kleine Dornen. Bei wenigen Individuen fehlen die Dornen am vierten Coxenpaar. Die Genitalöffnung befindet sich auf der Höhe des vierten Coxenpaares.
Die männlichen Zecken haben eine Körperlänge von etwa 2 bis 2,1 Millimeter und eine Breite von etwa 1,1 bis 1,3 Millimeter. Ihr Körper hat eine annähernd ovale Form, mit einem etwas verbreiterten hinteren Teil. Das Scutum nimmt fast die gesamte Körperoberfläche ein. Männliche Zecken weisen nur eine Reihe von Setae am Rand des Körpers auf, die in Teilen als Doppelreihe ausgebildet ist. Die Beine sind von moderater Länge, an den Coxen des zweiten und dritten, gelegentlich auch des vierten Beinpaares befinden sich außen kurze Dorne. Das erste Coxenpaar hat innen jeweils einen langen, spitz zulaufenden und leicht gebogenen Dorn. Die Genitalöffnung ist auf der Höhe des dritten Coxenpaares.
Die Nymphen von Ixodes inopinatus haben eine Körperlänge von 1 bis 1,3 Millimeter. und eine Breite von 0,66 bis 0,93 Millimeter. Das Scutum ist breiter als lang, die Scapulae kurz und rundlich. Das Haller’sche Organ hat sechs Sinneshaare außerhalb und sechs innerhalb der Kapsel.
Larven erscheinen in der Draufsicht oval, ihr Scutum ist deutlich breiter als lang. Sie haben auf dem Scutum fünf Paar kurze Setae. Auf dem Alloscutum befinden sich elf Paar Setae, von denen einige die fünf- bis sechsfache Länge derjenigen auf dem Scutum haben. Das erste Coxenpaar hat jeweils zwei dreieckige Dornen, von denen der innere länger ist. Am zweiten Paar ist nur ein äußerer Dorn, der kürzer als der äußere Dorn des ersten Coxenpaares ist. Am dritten Coxenpaar befinden sich keine Dornen. Das Haller’sche Organ hat außen fünf und innen drei Sinneshaare.
Von dem Gemeinen Holzbock unterscheiden sich die adulten weiblichen Zecken durch Maße und Zeichnung des Scutums, die Länge der Setae auf dem Idiosoma und die Größe der Auriculae (das ist ein Paar von Vorsprüngen, oder Kanten, an den Hinterecken, auf der Unter- oder Ventralseite des Gnathosoma). Die Nymphen lassen sich ebenfalls durch die Maße des Scutums und die relative Länge bestimmter Setae, sowie durch die relative Länge der Dornen am ersten Paar der Coxen unterscheiden. Das Scutum der Larven von Ixodes inopinatus ist breiter als lang, darüber hinaus sind bestimmte Setae auf dem Idiosoma ungewöhnlich lang.

## Entdeckung
Bereits 2002 wurde festgestellt, dass die Populationen des Gemeinen Holzbocks in der Schweiz genetisch stark von jenen in Tunesien abweichen. Dies wurde jedoch darauf zurückgeführt, dass die Verbreitung von Zecken durch Zugvögel eine geringere Bedeutung als bislang angenommen haben könnte, mit der Folge eines verminderten Genflusses. Das Ausmaß der genetischen Abweichungen konnte im Rahmen der Studie wegen ihrer auf andere Fragestellungen ausgerichteten Methodik, der geringen Zahl untersuchter Individuen und des Fehlens von Untersuchungsmaterial aus den Regionen zwischen der Schweiz und Tunesien nicht ermittelt werden.
2011 wurde eine Untersuchung der genetischen Diversität des Gemeinen Holzbocks in seinem gesamten europäischen und nordafrikanischen Verbreitungsgebiet durchgeführt. Dabei wurde festgestellt, dass die nordafrikanischen und die eurasischen Populationen eigene Kladen bilden. Die Populationen von Ixodes inopinatus auf der iberischen Halbinsel waren zu diesem Zeitpunkt noch nicht bekannt. Als erster Erklärungsversuch diente daher die Annahme, dass die eurasischen und nordafrikanischen Populationen nach der Vereisung des Pleistozän durch das Mittelmeer voneinander getrennt worden seien und sich unabhängig voneinander entwickelt hätten. Der taxonomische Status der nordafrikanischen Populationen des Gemeinen Holzbocks wurde erstmals in Frage gestellt.
Nach Vorarbeiten von de Meeûs, Noureddine und Kollegen wurden mehrere Tausend Zecken in allen Entwicklungsstadien aus zahlreichen europäischen und nordafrikanischen Ländern morphologischen und molekularbiologischen Untersuchungen zu unterzogen und der Artstatus von Ixodes inopinatus erkannt. Sein bekanntes Verbreitungsgebiet wurde auf die iberische Halbinsel erweitert, und ein Fund aus Rheinland-Pfalz wurde identifiziert.

## Verbreitung und Lebensraum
Die Terra typica von Ixodes inopinatus ist ein mediterraner Pinienwald aus Aleppo-Kiefern mit viel Unterwuchs aber auch großen Freiflächen. Das Klima ist warm und trocken mit Mindesttemperaturen oberhalb von 6 Grad Celsius und jährlichen Niederschlägen von 600 bis 700 Millimetern. In Portugal konnte festgestellt werden, dass der Gemeine Holzbock vorwiegend in Wäldern aus Portugiesischen Eichen lebt, während Ixodes inopinatus eher in Korkeichenwäldern zu finden ist.
Ixodes inopinatus ist in den Ländern des westlichen Mittelmeerraums verbreitet. Dort, in den trockenen Regionen Spaniens, Portugals, Marokkos, Algeriens und Tunesiens, tritt er anstelle von Ixodes ricinus, dem Gemeinen Holzbock, auf. In Spanien und Portugal kommen beide Arten allopatrisch vor, ihre Fundorte sind nur 125 Kilometer voneinander entfernt. In Deutschland wurde Ixodes inopinatus bislang nur vereinzelt und auf ungewöhnlichen Wirten festgestellt. Hier lebt er mit dem Gemeinen Holzbock sympatrisch im selben Lebensraum.
| Staat | Ort                                        | Koordinaten                  | Anzahl            | Zeitraum        | Anmerkungen                                                  |
| --- | ------------------------------------------ | ---------------------------- | ----------------- | --------------- | ------------------------------------------------------------ |
| Algerien | Oum Téboul                                 | 36° 53′ 0″ N, 8° 34′ 0″ O    | 32N               | spätestens 2013 |                                                              |
| Deutschland | Bienwald, Rheinland-Pfalz                  | 49° 2′ 0″ N, 8° 10′ 0″ O     | 2W, 1M            | spätestens 2013 | auf Hausschafen                                              |
| Deutschland | Haselmühl, Amberg, Bayern                  | 49° 24′ 48″ N, 11° 52′ 18″ O | 2W, 5M            | 2016            |                                                              |
| Deutschland | Heselbach, Gemeinde Wackersdorf, Bayern    | 49° 17′ 25″ N, 12° 11′ 49″ O | 1W, 1M            | März 2016       |                                                              |
| Deutschland | Immenstetten, Gemeinde Freudenberg, Bayern | 49° 29′ 35″ N, 11° 53′ 2″ O  | 2W, 1N            | Sommer 2015     |                                                              |
| Deutschland | Immenstetten, Gemeinde Freudenberg, Bayern | 49° 29′ 35″ N, 11° 53′ 2″ O  | 13W, 14M, 25N     | Sommer 2016     |                                                              |
| Marokko | Oued Nèfifik                               | 33° 26′ 0″ N, 6° 57′ 0″ W    | 26N               | spätestens 2013 |                                                              |
| Österreich | Wald, Ortschaft im westlichen Österreich   |                              | 1W                | September 2015  |                                                              |
| Portugal | Grândola                                   | 38° 10′ 37″ N, 8° 34′ 1″ W   | 56N               | Mai 2011        |                                                              |
| Rumänien | Corbeanca, Kreis Ilfov                     | 44° 35′ 48″ N, 26° 1′ 57″ O  | 1W                | Februar 2014    | auf einem Rotfuchs                                           |
| Rumänien | Suceava                                    | 47° 38′ 49″ N, 26° 15′ 5″ O  | 1N                | Oktober 2014    | auf einem Hausschaf                                          |
| Spanien | Ayora                                      | 39° 4′ 48″ N, 0° 58′ 48″ W   | 4W                |                 | auf Rotfüchsen                                               |
| Spanien | La Pedriza                                 | 40° 30′ 36″ N, 3° 33′ 36″ W  | 3W, 1M, 48N, 116L | Mai 2003        | Typenfundort; Larven und Nymphen auf Algerischen Sandläufern |
| Spanien | bei Guadalajara                            | 41° 0′ 0″ N, 3° 12′ 0″ W     | 145N              |                 |                                                              |
| Tunesien | Jendouba                                   | 36° 24′ 36″ N, 8° 18′ 36″ O  | 26W, 5M, 44N      | 1998 bis 2007   | 16 der Nymphen auf Algerischen Sandläufern                   |
| Anzahl: W - adult, weiblich; M - adult, männlich; N - Nymphe; L - Larve; Anmerkungen: ohne Angabe - Fang durch Abstreifen von der Vegetation |                                            |                              |                   |                 |                                                              |

Es wird angenommen, dass Ixodes inopinatus in der Vergangenheit als Gemeiner Holzbock identifiziert worden ist. Frühere Literaturangaben zum Gemeinen Holzbock aus dem Süden Spaniens und Portugals sowie den nordafrikanischen Staaten wären dann Ixodes inopinatus zuzurechnen.

## Lebensweise
Ixodes inopinatus ist im Winter aktiv, während der Monate November bis März. Demgegenüber hat der mittel- und südeuropäische Gemeine Holzbock jährlich zwei Phasen größerer Aktivität, im späten Frühjahr und im Herbst.
Ixodes inopinatus ernährt sich in allen drei Stadien – Larve, Nymphe und Zecke – vom Blut von Wirbeltieren. Adulte Zecken parasitieren auf Säugetieren und Vögeln, auf anderen Wirten kommen sie nur selten vor.
Wirte der Larven und Nymphen sind Eidechsen, insbesondere der Algerische Sandläufer. Bei wiederholten Überprüfungen von Säugetieren und Vögeln an allen Fundorten gelang kein einziger Nachweis von Larven oder Nymphen von Ixodes inopinatus auf anderen Wirten. Die Larven und Nymphen des Gemeinen Holzbocks befallen hingegen vorrangig kleine Säugetiere.

## Medizinische Bedeutung
Die bislang als Populationen von Ixodes ricinus betrachteten nordafrikanischen und südspanischen Zecken sind als Überträger mehrerer Zoonosen bekannt. Nachgewiesen wurden bislang die Erreger von Borreliosen (Borrelia burgdorferi sensu lato und Borrelia lusitaniae), Anaplasmosen und Bartonellosen des Menschen und seiner Nutz- und Heimtiere. Die Rickettsien Rickettsia helvetica und Rickettsia monacensis wurden ebenfalls gefunden.
Bei zwei im Jahr 2014 in Rumänien gefundenen Exemplaren von Ixodes inopinatus konnten Rickettsia helvetica und Rickettsia monacensis nachgewiesen werden. Bei einer 2015 in Immenstetten in der Oberpfalz gefundenen Nymphe wurde ebenfalls mittels eines PCR-Tests eine Rickettsie nachgewiesen. Die Artbestimmung war jedoch wegen der zu geringen Menge DNA nicht möglich. Dass die Rickettsien mt einer Blutmahlzeit aufgenommen worden sind erscheint zumindest für die untersuchte Nymphe unwahrscheinlich, da keine der zahlreichen Gemeinen Holzböcke vom gleichen Hausschaf positiv auf Rickettsien getestet wurden. Die Fähigkeit, eine Infektion über den Umwandlungsprozess von der Larve zur Nymphe hinweg zu behalten, ist Voraussetzung für die Überträgereigenschaft einer Zeckenart. Nähere Untersuchungen hierzu stehen noch aus.
In Gebieten, in denen der Gemeine Holzbock alleine oder gemeinsam mit Ixodes inopinatus vorkommt, sind andere Stämme von Borrelia lusitaniae verbreitet als in Gegenden, in denen Ixodes inopinatus alleine vorkommt. Darüber hinaus tritt Borrelia lusitaniae in mitteleuropäischen Populationen des Gemeinen Holzbocks nur selten auf, während sie in Südwesteuropa und Nordafrika die vorherrschende Art der Borrelien ist. Ob diese Verteilung mit der Verbreitung von Ixodes inopinatus in Zusammenhang steht, muss noch erforscht werden.

## Systematik
Ixodes inopinatus gehört mit etwa 250 weiteren Arten zur weltweit verbreiteten Gattung Ixodes in der Familie der Schildzecken (Ixodidae). Es sind keine Unterarten beschrieben worden.

### Erstbeschreibung
Die Erstbeschreibung von Ixodes inopinatus erfolgte 2014 durch drei Parasitologen in der Fachzeitschrift Ticks and Tick-borne Diseases. Grundlage der Beschreibung war die Untersuchung von zwei weiblichen und einer männlichen Zecke, die im Mai 2003 durch Abstreifen von der Vegetation am Typenfundort gesammelt werden konnten. Hinzu kamen 116 Larven und 48 Nymphen, die am Typenfundort auf Algerischen Sandläufern vorgefunden wurden.

### Etymologie
Der Artname inopinatus ist das lateinische Wort für „unerwartet“ und bezieht sich offenbar auf die Umstände der Entdeckung.

### Typen
Der adulte weibliche Holotyp, ein adulter weiblicher Paratyp sowie fünf Larven und fünf Nymphen befinden sich in der United States National Tick Collection, der weltgrößten Zeckensammlung in Statesboro, Georgia.